# سعاد زخنيني
سعاد زخنيني هي أستاذة جامعية وسياسية ونائبة برلمانية مغربية وُلدت في مدينة الرباط في المغرب.

## مسيرتها المهنية والسياسية
انتُخبت سعاد زخنيني كعضو في البرلمان المغربي في الانتخابات التشريعية المغربية لعام 2016 وحتى عام 2021 عن الدائرة الانتخابية الوطنية الجزء الأول المخصص للنساء كممثلة لحزب العدالة والتنمية عن دائرة مدينة الرباط، وضمن الكتلة البرلمانية لنفس الحزب، وكانت عضو لجنة العدل والتشريع وحقوق الإنسان بمجلس النواب المغربي. كما ترأست سعاد زخنيني أيضًا مجلس مقاطعة حسان التابعة لمدينة الرباط. وفي عام 2021 شطبت السلطات الإدارية المغربية سعاد زخنيني من لائحة المرشحين على قوائم حزب العدالة والتنمية ومُنعت من خوض الانتخابات التشريعية المغربية لعام 2021 بدعوى عدم أحقيتها للارشح عن دائرة بخلاف الدائرة التي تسكنها بالفعل.